# 西日置
- 日本 > 愛知県 > 名古屋市 > 中川区 > 西日置・西日置町
- 日本 > 愛知県 > 名古屋市 > 中村区 > 西日置

西日置（にしひおき）は、愛知県名古屋市中川区と中村区にある町名。現行行政地名は西日置一丁目及び西日置二丁目と西日置町9丁目及び西日置町10丁目。住居表示は西日置が実施済み、西日置町が未実施。

## 地理
名古屋市中川区の北東部、中村区の南東部に位置し、東は松重町、西日置の西と西日置町の南は柳堀町、中川運河を挟んで南は山王、西日置町の北は運河通、西日置の北は中村区名駅南に接する。中村区側は西日置一丁目のみ存在する。

### 河川
- 中川運河東支線

## 歴史

### 町名の由来
江戸期の愛知郡日置村の名による。「日置部」という部民に由来すると言われるが、その職掌については暦に関わるという説、製鉄や土器生産に関わるという説、太陽祭祀に関わるという説など諸説あり定かではない。
「日置」は奈良時代から確認できる地名であり、平城京出土木簡に「尾張国愛智郡草部郷日置里」とある。平安時代中期成立の『延喜式神名帳』には尾張国愛智郡「日置神社」の記載がある。

### 行政区画の変遷

#### 西日置町
- 1878年（明治11年）12月28日 - 愛知郡日置村の一部が上日置町・下日置町など13町に分離[1]。
- 1889年（明治22年）10月1日 - 合併により愛知郡笈瀬村大字日置となる[1]。
- 1904年（明治37年）12月20日 - 町制施行により愛知郡愛知町大字日置となる[1]。
- 1921年（大正10年）8月22日 - 合併により名古屋市中区西日置町となる[1]。
- 1931年（昭和6年）4月10日 - 一部が若狭町に編入される[2]。
- 1937年（昭和12年）
  - 10月1日 - 中村区編入により同区西日置町となる[1]。
  - 11月1日 - 露橋町の一部を編入する[1]。また、一部が日置通に編入される[2]。
- 1944年（昭和19年）2月11日 - 中川区編入により同区西日置町となる[1]。

その他、中川区月島町・明石通・運河町・松重町・西日置一丁目・西日置二丁目・山王一丁目・山王二丁目・山王三丁目・横堀町・柳堀町・東出町にそれぞれ編入されている。

#### 西日置一丁目・西日置二丁目
- 1980年（昭和55年）5月25日
  - 中川区松重町・西日置町の各一部により、同区西日置一丁目および西日置二丁目が成立する[1]。
  - 中村区日置通の一部より、同区西日置一丁目が成立する[2]。

## 世帯数と人口
2019年（平成31年）2月1日現在の世帯数と人口は以下の通りである。

### 西日置
※中村区は人口が少ない為、秘匿とする。
| 区     | 丁目         | 世帯数  | 人口    |
| ------ | ------------ | ------- | ------- |
| 中川区 | 西日置一丁目 | 412世帯 | 620人   |
| 中川区 | 西日置二丁目 | 556世帯 | 973人   |
| 計     | 計           | 968世帯 | 1,593人 |

| 町丁     | 世帯数  | 人口  |
| -------- | ------- | ----- |
| 西日置町 | 254世帯 | 358人 |

## 学区
市立小・中学校に通う場合、学校等は以下の通りとなる。また、公立高等学校に通う場合の学区は以下の通りとなる。
| 区     | 町丁・丁目   | 番・番地等 | 小学校               | 中学校               | 高等学校 |
| ------ | ------------ | ---------- | -------------------- | -------------------- | -------- |
| 中川区 | 西日置町     | 全域       | 名古屋市立広見小学校 | 名古屋市立山王中学校 | 尾張学区 |
| 中川区 | 西日置一丁目 | 全域       | 名古屋市立広見小学校 | 名古屋市立山王中学校 | 尾張学区 |
| 中川区 | 西日置二丁目 | 全域       | 名古屋市立広見小学校 | 名古屋市立山王中学校 | 尾張学区 |
| 中村区 | 西日置一丁目 | 全域       | 名古屋市立笹島小学校 | 名古屋市立笹島中学校 | 尾張学区 |

## 交通
- 江川線（名古屋市道江川線と愛知県道107号中川中村線が重複）
- 名駅通

## 施設
- 名古屋西日置郵便局
- ニッコー本社
- 名鉄交通本社営業基地（名鉄交通第三株式会社） - ハイヤー営業基地
- 松重閘門公園
- 鹽竈神社
- 観永寺
- 光曉寺

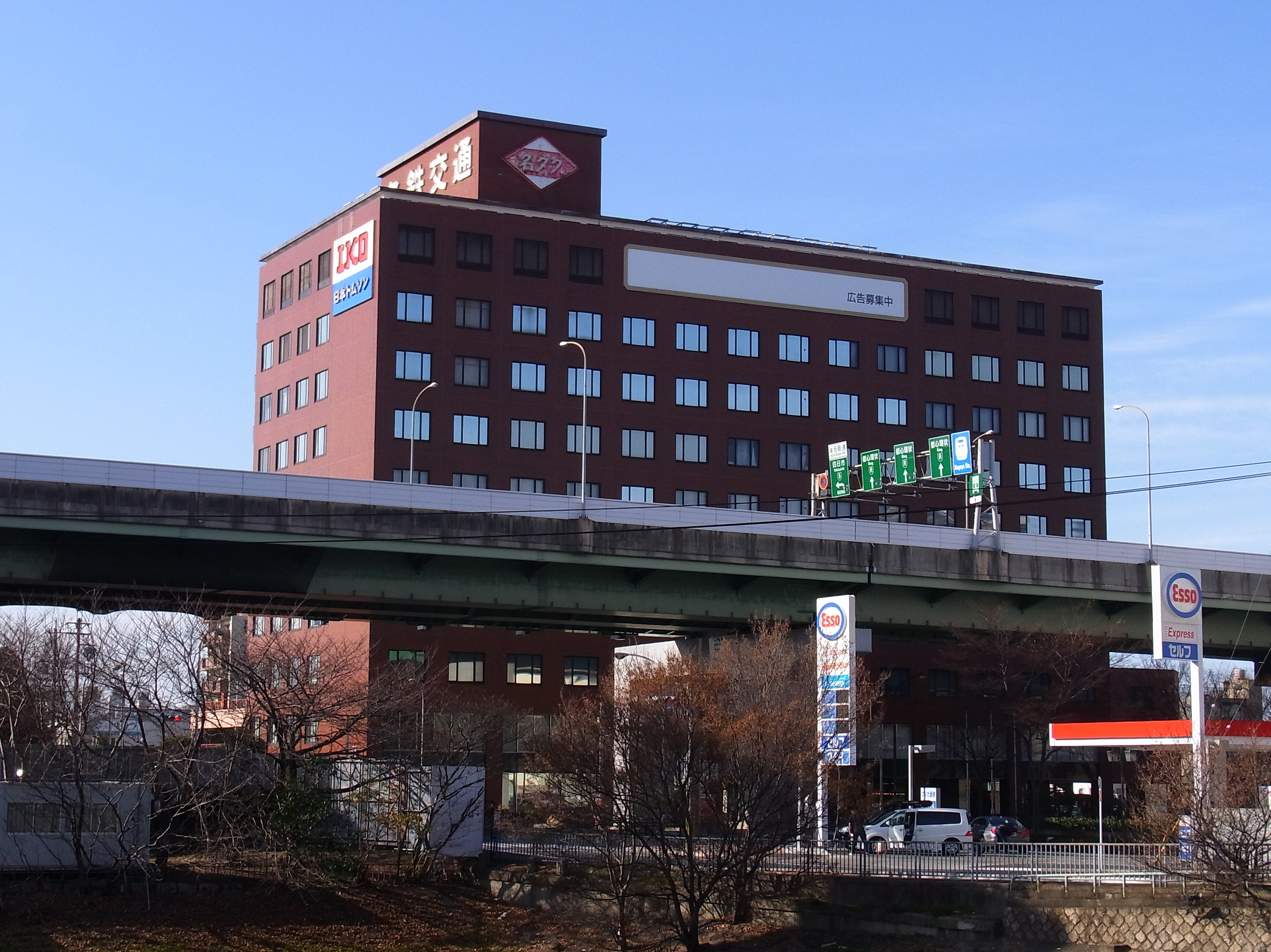
名鉄交通本社
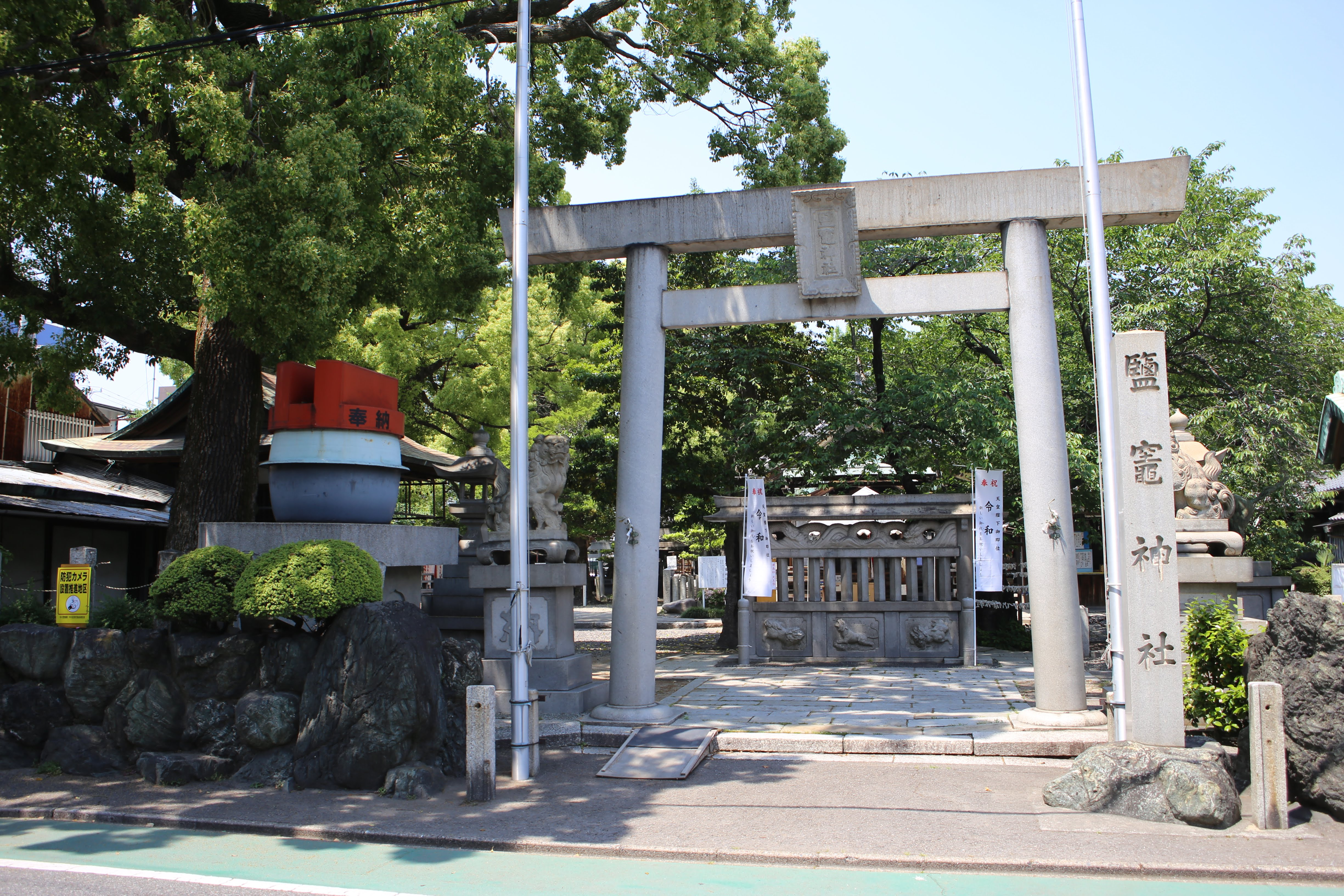
鹽竈神社

## 出身・ゆかりのある人物
- 荒川伸也（医師、医学博士、旭土地、耕地整理組合各顧問）[12]
- 伊藤常七（洋紙商、万常紙店代表社員、愛知県多額納税者）[13]

## 史跡
- 松重閘門 - 市指定文化財、都市景観重要建築物等

## その他

### 日本郵便
- 集配担当する郵便局は以下の通りである[14]。

| 区     | 町丁     | 郵便番号 | 郵便局         |
| ------ | -------- | -------- | -------------- |
| 中川区 | 西日置町 | 454-0005 | 中川郵便局     |
| 中川区 | 西日置   | 454-0004 | 中川郵便局     |
| 中村区 | 西日置   | 450-0005 | 名古屋西郵便局 |